# Jakob Sabar
Jakob Sabar (mađ.: Szabár Jakab) (Židan, Mađarska, oko 15. srpnja 1802. ili 1803. – Črenšovci, Mađarska, danas Slovenija, 14. prosinca 1863.) rimokatolički svećenik i vjerski pisac u slovenskom Prekmurju.
Sabar je bio mađarski Hrvat. Rodio se u Željeznoj županiji u hrvatskom mjestu Židan, kod Kisega.
Roditelji su mu bili Josip Sabar i Ilonka Čarič.
Školovao se u Kisegu i Sambotelu. Prvo je bio kapelan u Cankovima i Turnišću, zatim svećenik u Kančevcima, u crkvi Svetog Benedikta, 1833. – 1835. godine.
U Gradu od 25 godine je bio duhovni pastir (1835. – 1859.), i naposljetku u Črenšovcima kod Lendve.
Sabar je posebice pisao  vjerska djela (primjerice: o križnom putu) na slovenskom i mađarskom jeziku.